# Przełęcz Beskid nad Ożenną
Przełęcz Beskid nad Ożenną (słow. Polianske sedlo, 590 m n.p.m.) – przełęcz w zachodniej części Beskidu Niskiego, położona pomiędzy szczytem Czeremchy (670 m n.p.m.) a nie posiadającymi nazwy wierzchołkami o wysokości 659 m n.p.m. i 667 m n.p.m. Na przełęczy kończy się droga wojewódzka nr 992 z Jasła.

Do 2007 roku działało tu turystyczne przejście graniczne na drodze gruntowej z polskiej wsi Ożenna do słowackiej wsi Nižná Polianka.
Poprzednią (patrząc od zachodu) przełęczą w granicznym grzbiecie Karpat jest Przełęcz pod Zajęczym Wierchem, a następną – Przełęcz Kuchtowska.

## Piesze szlaki turystyczne
- Konieczna – Przełęcz pod Zajęczym Wierchem – Przełęcz Beskid nad Ożenną (590 m n.p.m.) – Ożenna – Przełęcz Mazgalica – Baranie (754 m n.p.m.)
- Nižná Polianka – Przełęcz Beskid nad Ożenną
- słowacki szlak graniczny